# Simonovits Miklós
Simonovits Miklós (Budapest, 1943. szeptember 4. –) Széchenyi-díjas magyar matematikus, a Magyar Tudományos Akadémia rendes tagja. Az extremális gráfelmélet és a kombinatorika neves tudósa. Édesapja Simonovits István (1907–1985) orvos, hematológus, akadémikus, anyai nagyapja Beke Ödön (1883–1964) nyelvész, egyetemi tanár. Testvére Simonovits András (1946) matematikus, közgazdász.

## Életpályája
1962-ben kezdte meg egyetemi tanulmányait az ELTE Természettudományi Kar (ELTE-TTK) matematika szakán. Itt 1967-ben szerzett középiskolai tanári diplomát. Ennek megszerzése után az egyetem Analízis I. (ma: Analízis Tanszék), majd a Számítógéptudományi Tanszékén oktatott tanársegédi beosztásban. 1971-től adjunktusként, 1976-tól egyetemi docensként dolgozott. Az egyetemen kombinatorikát és analízist tanított. 1979-ben – először másodállásban – az MTA Matematikai Kutatóintézet (ma: MTA Rényi Alfréd Matematikai Kutatóintézet) külső munkatársa, majd távozott az egyetemről és tudományos tanácsadói megbízást kapott. Később a kombinatorikai és diszkrét matematikai osztály vezetőjévé, illetve kutatóprofesszorrá nevezték ki. Magyarországi állásai mellett számos külföldi intézményben volt vendégprofesszor (Kanadában és az Amerikai Egyesült Államokban), valamint vendégkutató (Moszkvai Állami Egyetem, Prágai Károly Egyetem, Varsói Egyetem, illetve Dánia, Kanada és India különböző intézeteiben).
1970-ben védte meg a matematikai tudomány kandidátusi, 1981-ben akadémiai doktori értekezését. Az MTA Matematikai Bizottságának lett tagja. 2001-ben a Magyar Tudományos Akadémia levelező, 2007-ben pedig rendes tagjává választották meg. A Combinatorica és a Questiones című tudományos szakfolyóiratok szerkesztőbizottságába is bekerült.

## Munkássága
Fő kutatási területei elsősorban a kombinatorika és az extremális gráfelmélet. Utóbbiban elért eredményei közül több klasszikus tételnek számít. Emellett foglalkozik még a randomizált algoritmusok elméletével, valamint a véletlen és a determinisztikus objektumok viszonyával is.
Első jelentős eredményét már fiatalon elérte, amikor Erdős Pállal közösen kifejlesztették az úgynevezett Erdős–Simonovits-tételt. Ez a tétel a kombinatorika és a gráfelmélet egyik alaptételének számít. Nevéhez fűződik még a progresszív indukció módszerének kidolgozása. Kutatómunkájára jellemző az alkalmazott matematikára való odafigyelés és az új módszerek kutatása, például a gráfok stabilitási kérdéseire vonatkozó vizsgálatai vagy az extrémhez közeli gráfok szerkezetének vizsgálata.
Jelentős oktatási tevékenysége is. Többször működött együtt Szemerédi Endrével, valamint Tusnády Gáborral közösen hosszú ideig szemináriumot vezetett a matematika alkalmazásairól. Több mint százhúsz tudományos publikáció szerzője vagy társszerzője. Publikációit magyar, illetve angol nyelven adja közre.

## Családja
Édesapja Simonovits István (1907–1985) orvos, hematológus, az MTA levelező tagja. Édesanyja Beke Anna matematika–fizika szakos tanár, a Tankönyvkiadó munkatársa. 

## Díjai, elismerései
- Szele Tibor-emlékérem (1989)
- Akadémiai Díj (1993)
- Széchenyi-díj (2014)

## Főbb publikációi
- A limit theorem in graph theory (Erdős Pállal, 1966)
- Anti-Ramsey theorems (társszerző, 1973)
- On the Structure of Edge Graphs-2 (társszerző, 1976)
- Spanning Retracts of a Partially Ordered Set (társszerző, 1980)
- Compactness Results in Extremal Graph-Theory (Erdős Pállal, 1982)
- Supersaturated Graphs and Hypergraphs (Erdős Pállal, 1983)
- On Restricted Colorings of K_n (T. Sós Verával, 1984)
- Szemerédi Partition And Quasi-Randomness (T. Sós Verával, 1991)
- Random Walks in a Convex Body and an Improved Volume Algorithm (Lovász Lászlóval, 1993)
- Isoperimetric Problems for Convex Bodies and a Localization Lemma (társszerző, 1995)
- Szemerédi's Regularity Lemma and its Applications in Graph Theory (Komlós Jánossal, 1996)
- The Regularity Lemma and its applications in graph theory (társszerző, 2002)
- Determinisztikus és véletlen struktúrák az extrém gráfelméletben (2002)
- Triple Systems not Containing a Fano Configuration (Füredi Zoltánnal, 2005)
- Stabilitási módszerek alkalmazása a gráfelméletben (2008)